# ستيف مان
ستيف مان (بالإنجليزية: Steve Mann) (و. 1962  م) هو مخترِع، وأستاذ جامعي، وعالم حاسوب، ومهندس كندي، ولد في هاميلتون.
.

## التعليم
تعلم في جامعة ماكماستر، ومعهد ماساتشوستس للتكنولوجيا.